# Iglesia de la Asunción (Berninches)
La iglesia parroquial de la Asunción es un templo católico de Berninches (Guadalajara, España). Fue erigida entre finales del siglo XV y principios del XVI sobre la antigua iglesia de Santa María, aprovechando algunos de sus elementos, moviendo gran cantidad de tierra y afirmándola en muros dada la inclinación del terreno donde se levanta.

## Descripción
El templo es de sólida mampostería, con muros de sillarejo y portada renacentista rematada en un frontón con bolas. La torre de tres cuerpos con sillares en las esquinas.
En el interior se articulan tres naves separadas por arcos apuntados sobre columnas, cubierta la central por una bóveda de cañón con lunetos y las laterales por crucería de terceletes. Elementos que también aparecen en el ábside de la capilla mayor, mientras el muro oeste lo conforma un coro que sostiene un artesonado mudéjar.
Tras el altar se levanta un retablo barroco, datado recientemente durante su restauración en 2010 en el primer tercio del siglo XVII, de tres calles y un cuerpo, con columnas corintias y entablamento partido. Preside el conjunto un lienzo que muestra la Asunción de María, obra de Antonio de Lanchares, así como otras pinturas menores que circundan sus pies aludiendo a diferentes motivos como la epifanía, la visitación, la natividad, la oración en el huerto, la flagelación, la crucifixión, la resurrección y la coronación. El sagrario es flanqueado por una representación de San Miguel y Guillermo de Aquitania. Más arriba se descubre otro cuadro con la imposición a San Ildefonso de la casulla y, coronando el retablo, aparecen la ley, representada por Moisés, y el poder, por el rey David, flanqueando un calvario en escultura, por encima del cual se dibuja la figura paternal de Dios.
En ambas naves adyacentes a la principal se distribuyen diversos altares menores, entre los que cabe destacar una talla de aire churrigueresco sin dorar que muestra un Cristo crucificado. Así mismo encuentran advocación la Dolorosa, la Virgen del Pilar, San Isidro, la Virgen de la Esperanza y San Antonio.